# Oxytropis tatarica
Oxytropis tatarica är en ärtväxtart som beskrevs av John Gilbert Baker. Oxytropis tatarica ingår i släktet klovedlar, och familjen ärtväxter. Inga underarter finns listade i Catalogue of Life.